# Basílio Ducas Camatero
Basílio Ducas Camatero (em grego: Βασίλειος Δούκας Καματηρός)[a] foi um aristocrata e oficial bizantino sênior.

## Vida
Basílio era filho do oficial e teólogo Andrônico Ducas Camatero e irmão da imperatriz Eufrósine Ducena Camatera, a esposa de Aleixo III Ângelo (r. 1195–1203). Um parente da família imperial — sua avó Irene Ducena foi provavelmente uma filha do protoestrator Miguel Ducas, cunhado de Aleixo I Comneno (r. 1081–1118)— ele reteve os altos postos de sebasto e pansebasto sebasto e cerca de 1166 reteve o ofício de protonotário. Cerca de 1182, avançou ao posto de logóteta do dromo, mas foi demitido, cegado (aparentemente de apenas um olho) e banido à Rússia quando Andrônico I Comneno (r. 1182–1185) tomou o poder.
Basílio retornou à Constantinopla e foi novamente logóteta do dromo sob Isaac II Ângelo (r. 1185–1195), e permaneceu ativo na corte sob seu cunhado Aleixo III. Após a Quarta Cruzada, fugiu para o Império de Niceia, estabelecido por seu sobrinho Teodoro I Láscaris (r. 1204–1223), que em 1209/1210 enviou-o numa embaixada ao rei armênio da Cilícia Leão II (r. 1187–1219).